# 展枝斑鸠菊
展枝斑鸠菊（学名：Vernonia extensa）为菊科班鸠菊属的植物。分布于尼泊尔、不丹、锡金以及中国大陆的贵州、云南等地，生长于海拔1,200米至2,100米的地区，多生长在山谷疏林、山坡路旁及沟边灌丛中，目前尚未由人工引种栽培。

## 别名
棒头斑鸠菊、茄叶个枝蒿、小黑升麻（云南）

## 特征
灌木或亚灌木，高2-3米。小枝圆柱形，开展，具条棱，小枝和花序均被淡黄褐色密短柔毛和腺；叶薄质或近膜质，具短柄，长圆形或长圆状披针形，长9-23厘米，宽3-7.5厘米，顶端渐尖，基部长楔状渐狭，边缘具有小尖的锐锯齿，侧脉9-10对，弧状向边缘，细脉不明显网状，叶脉在下面多少凸起，上面暗绿色，被贴生糙短毛或后多少脱毛，下面被淡黄色密或疏短柔毛，具腺点；叶柄5-10毫米，被密短柔毛。
头状花序多数，径4-5毫米，具8-10个花，通常在茎枝端或上部叶腋排列成多分枝的疏或密伞房花序；花序梗(3)5-8毫米，常具1-2个线形小苞片，密被淡黄色短柔毛和腺；总苞圆柱状，长6-7毫米，宽4-5毫米；总苞片少数，凹陷革质，约5层，近覆瓦状，卵状长圆形或长圆形，黄绿色或上端红紫色，顶端钝，背面及边缘被短柔毛或近无毛，顶端常具腺，外层极短，内层线状长圆形，长6-7毫米，宽1-1.5毫米；花托小而平，具小窝孔；花白色或淡红色，花冠管状，长8-10毫米，外面被腺状微柔毛，上部渐扩大，裂片线状披针形，长2.5-3毫米，顶端外面具腺。
瘦果长圆状圆柱形，长4毫米，具10条肋，被短柔毛和腺点；冠毛淡红色，外层少数，短，内层糙毛状，长8-10毫米。花期10月至翌年3月。